# Base de lancement de Kii

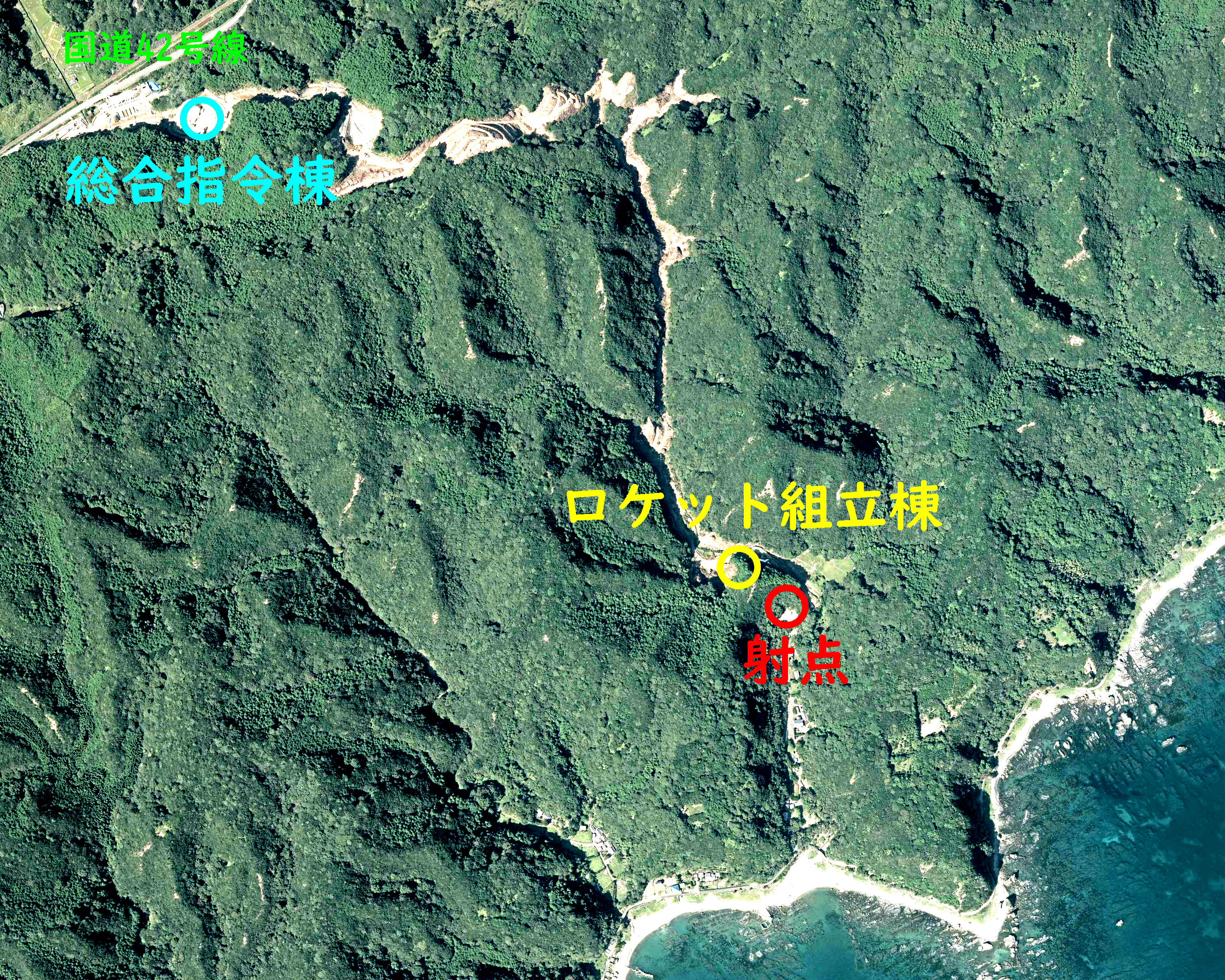
base de lancement de Kii en construction

La base de lancement de Kii est un complexe de lancement créé par la société japonaise Space One pour tirer le lanceur spatial léger KAIROS situé dans la principale île japonaise Honshū. Il s'agit de la première base de lancement japonaise réalisée sur fonds privés. Sa construction a débuté en 2019 et elle a été inaugurée en 2021. Le premier lancement a lieu le 13 mars 2024.

## Situation
La base de lancement de Kii est située à l'extrémité sud de la principale île japonaise Honshū à proximité de l'Océan Pacifique. Elle tire son non de la province de Kii qui était l'ancienne province qui comprenait ce territoire. Le complexe de lancement occupe un site de 15 hectares et est situé sur la péninsule de Kii à proximité de la ville côtière de Kushimoto dans la préfecture de Wakayama.   

## Installations
La base de lancement comprend principalement un bâtiment d'assemblage, un entrepôt de stockage des moteurs à propergol solide, un centre de contrôle et un pas de tir. Le centre de contrôle supervise les opérations de lancement mais également les vérifications des charges utiles et le suivi du vol. Depuis la base de lancement de Kii, les lancements peuvent être effectués dans les directions allant de l'est-sud-est au sud,.